# Фукушима
Фукушима (на японски: 福島県, по английската Система на Хепбърн Fukushima-ken, Фукушима-кен) е една от 47-те префектури на Япония, разположена е на най-големия японски остров Хоншу, на около 300 км северно от Токио. Фукушима е с население от 2 119 218 жители (17-а по население към 1 януари 2003 г.) и има обща площ от 13 782,54 км² (3-та по площ). Едноименният град Фукушима е административният център на префектурата. Във Фукушима са разположени 13 града.

## Икономика
В префектурата работят няколко атомни електроцентрали, които осигуряват значителни приходи. Около град Фукушима са силно развити софтуерната индустрия и електрониката.